# Junioren-Badmintonasienmeisterschaft 2006
Die Junioren-Badmintonasienmeisterschaft 2006 fand vom 3. bis 9. Juli 2006 in Kuala Lumpur, Malaysia, statt.

## Medaillengewinner
| Disziplin    | Gold | Silber | Bronze |
| ------------ | --- | --- | --- |
| Herreneinzel | Kenichi Tago | Han Ki-hoon | Arif Abdul Latif |
| Herreneinzel | Kenichi Tago | Han Ki-hoon | Lu Qicheng |
| Dameneinzel  | Wang Yihan | Lydia Cheah Li Ya | Liu Jie |
| Dameneinzel  | Wang Yihan | Lydia Cheah Li Ya | Han Li |
| Herrendoppel | Cho Gun-woo Lee Yong-dae | Arif Abdul Latif Vountus Indra Mawan | Mohd Lutfi Zaim Abdul Khalid Tan Wee Kiong |
| Herrendoppel | Cho Gun-woo Lee Yong-dae | Arif Abdul Latif Vountus Indra Mawan | Lim Khim Wah Mak Hee Chun |
| Damendoppel  | Ma Jin Wang Xiaoli | Sun In-jang Yoo Hyun-young | Liao Jingmei Wang Siyun |
| Damendoppel  | Ma Jin Wang Xiaoli | Sun In-jang Yoo Hyun-young | Mizuki Fujii Yuriko Miki |
| Mixed        | Lee Yong-dae Yoo Hyun-young | Tan Wee Kiong Woon Khe Wei | Subakti Pia Zebadiah |
| Mixed        | Lee Yong-dae Yoo Hyun-young | Tan Wee Kiong Woon Khe Wei | Liu Xiaolong Liao Jingmei |
| Teams        | Südkorea Cho Gun-woo Choi Sang-won Han Ki-hoon Hong Ji-hoon Kim Gi-jung Lee Yong-dae Lee Jung-hwan Son Wan-ho Bang Eun-hye Chang Ye-na Choi Ha-na Jang Soo-young Jung Kyung-eun Kim Moon-hi Sun In-jang Yoo Hyun-young | Malaysia Mohd Lutfi Zaim Abdul Khalid Arif Abdul Latif Lim Khim Wah Mak Hee Chun Vountus Indra Mawan Tan Wee Kiong Teo Kok Siang Lydia Cheah Li Ya Goh Liu Ying Ho Bee Ling Vivian Hoo Kah Mun Sannatasah Saniru Woon Khe Wei | Volksrepublik China Chen Tianyu Du Pengyu Hu Wenqing Li Tian Liu Xiaolong Lu Qicheng Wen Kai Zhang Yingdong Cheng Wen Han Li Liao Jingmei Liu Jie Ma Jin Wang Siyun Wang Xiaoli Wang Yihan                                 |
| Teams        | Südkorea Cho Gun-woo Choi Sang-won Han Ki-hoon Hong Ji-hoon Kim Gi-jung Lee Yong-dae Lee Jung-hwan Son Wan-ho Bang Eun-hye Chang Ye-na Choi Ha-na Jang Soo-young Jung Kyung-eun Kim Moon-hi Sun In-jang Yoo Hyun-young | Malaysia Mohd Lutfi Zaim Abdul Khalid Arif Abdul Latif Lim Khim Wah Mak Hee Chun Vountus Indra Mawan Tan Wee Kiong Teo Kok Siang Lydia Cheah Li Ya Goh Liu Ying Ho Bee Ling Vivian Hoo Kah Mun Sannatasah Saniru Woon Khe Wei | Indonesien Fernando Kurniawan Bandar Sigit Pamungkas Yoga Pratama Wisnu Haryo Putro Viki Indra Okvana Subakti Pia Zebadiah Richi Puspita Dili Keshya Nurvita Hanadia Bellaetrix Manuputty Lily Siswanti Aprilia Yuswandari |

## Teams

### Gruppenphase

#### Gruppe A
| Platz | Team        | Pld | W | L | MF | MA | MD  | GF | GA | GD  | PF  | PA  | PD   | Pts | Qualifikation |
| ----- | ----------- | --- | - | - | -- | -- | --- | -- | -- | --- | --- | --- | ---- | --- | ------------- |
| 1     | Philippinen | 3   | 3 | 0 | 15 | 0  | +15 | 30 | 0  | +30 | 630 | 308 | +322 | 3   | Q             |
| 2     | Pakistan    | 3   | 2 | 1 | 10 | 5  | +5  | 20 | 11 | +9  | 560 | 485 | +75  | 2   | Q             |
| 3     | Kambodscha  | 3   | 1 | 2 | 3  | 12 | −9  | 7  | 24 | −17 | 441 | 610 | −169 | 1   |               |
| 4     | Jordanien   | 3   | 0 | 3 | 2  | 13 | −11 | 5  | 27 | −22 | 409 | 637 | −228 | 0   |               |

#### Gruppe B
| Platz | Team       | Pld | W | L | MF | MA | MD  | GF | GA | GD  | PF  | PA  | PD   | Pts | Qualifikation |
| ----- | ---------- | --- | - | - | -- | -- | --- | -- | -- | --- | --- | --- | ---- | --- | ------------- |
| 1     | Nordkorea  | 3   | 3 | 0 | 13 | 2  | +11 | 26 | 6  | +20 | 636 | 400 | +236 | 3   | Q             |
| 2     | Kasachstan | 3   | 2 | 1 | 9  | 6  | +3  | 20 | 13 | +7  | 610 | 446 | +164 | 2   | Q             |
| 3     | Bhutan     | 3   | 1 | 2 | 8  | 7  | +1  | 18 | 15 | +3  | 553 | 505 | +48  | 1   |               |
| 4     | Mongolei   | 3   | 0 | 3 | 0  | 15 | −15 | 0  | 30 | −30 | 184 | 632 | −448 | 0   |               |

### Endrunde
|  | 1. Runde | 1. Runde            | 1. Runde            |                     |                   | Viertelfinale | Viertelfinale | Viertelfinale |  |  | Halbfinale | Halbfinale | Halbfinale |  |  | Finale | Finale | Finale |
|  |          |                     |                     |                     |                   |               |               |               |  |  |            |            |            |  |  |        |        |        |
|  | 1        | Malaysia            | 3                   |                     |                   |               |               |               |  |  |            |            |            |  |  |        |        |        |
|  | A2       | Pakistan            | 0                   |                     |                   |               |               |               |  |  |            |            |            |  |  |        |        |        |
|  | A2       | Pakistan            | 0                   | 1                   | Malaysia          | 3             |               |               |  |  |            |            |            |  |  |        |        |        |
|  |          |                     |                     | 1                   | Malaysia          | 3             |               |               |  |  |            |            |            |  |  |        |        |        |
|  |          |                     |                     | Japan               | 1                 |               |               |               |  |  |            |            |            |  |  |        |        |        |
|  |          | Vietnam             | 0                   | Japan               | 1                 |               |               |               |  |  |            |            |            |  |  |        |        |        |
|  |          |                     |                     |                     |                   |               |               |               |  |  |            |            |            |  |  |        |        |        |
|  |          | Japan               | 3                   |                     |                   |               |               |               |  |  |            |            |            |  |  |        |        |        |
|  | 1        | Japan               | 3                   | Malaysia            | 3                 |               |               |               |  |  |            |            |            |  |  |        |        |        |
|  | 1        |                     |                     |                     | 3                 |               |               |               |  |  |            |            |            |  |  |        |        |        |
|  |          |                     | Volksrepublik China | 1                   |                   |               |               |               |  |  |            |            |            |  |  |        |        |        |
|  | 3/4      | Singapur            | Volksrepublik China | 1                   | 0                 |               |               |               |  |  |            |            |            |  |  |        |        |        |
|  | 3/4      | Singapur            |                     |                     |                   |               |               |               |  |  |            |            |            |  |  |        |        |        |
|  |          | Volksrepublik China | 3                   |                     |                   |               |               |               |  |  |            |            |            |  |  |        |        |        |
|  |          | Volksrepublik China | 3                   | Volksrepublik China | 3                 |               |               |               |  |  |            |            |            |  |  |        |        |        |
|  |          |                     |                     | Volksrepublik China | 3                 |               |               |               |  |  |            |            |            |  |  |        |        |        |
|  |          |                     | B1                  | Nordkorea           | 0                 |               |               |               |  |  |            |            |            |  |  |        |        |        |
|  | B2       | Kasachstan          | B1                  | Nordkorea           | 0                 | 1             |               |               |  |  |            |            |            |  |  |        |        |        |
|  | B2       | Kasachstan          |                     |                     |                   |               |               |               |  |  |            |            |            |  |  |        |        |        |
|  | B1       | Nordkorea           | 3                   |                     |                   |               |               |               |  |  |            |            |            |  |  |        |        |        |
|  | B1       | Nordkorea           | 3                   | 1                   | Malaysia          | 2             |               |               |  |  |            |            |            |  |  |        |        |        |
|  |          |                     |                     |                     |                   |               |               |               |  |  |            |            |            |  |  |        |        |        |
|  |          | 2                   | Südkorea            | 3                   |                   |               |               |               |  |  |            |            |            |  |  |        |        |        |
|  | A1       | 2                   | Südkorea            | 3                   | Philippinen       | 0             |               |               |  |  |            |            |            |  |  |        |        |        |
|  | A1       |                     |                     |                     | Philippinen       | 0             |               |               |  |  |            |            |            |  |  |        |        |        |
|  |          | Hongkong            | 3                   |                     |                   |               |               |               |  |  |            |            |            |  |  |        |        |        |
|  |          | Hongkong            | 3                   | Hongkong            | 0                 |               |               |               |  |  |            |            |            |  |  |        |        |        |
|  |          |                     |                     | Hongkong            | 0                 |               |               |               |  |  |            |            |            |  |  |        |        |        |
|  |          |                     | 3/4                 | Indonesien          | 3                 |               |               |               |  |  |            |            |            |  |  |        |        |        |
|  |          | Indien              | 3/4                 | Indonesien          | 3                 | 0             |               |               |  |  |            |            |            |  |  |        |        |        |
|  |          |                     |                     |                     |                   | 0             |               |               |  |  |            |            |            |  |  |        |        |        |
|  | 3/4      | Indonesien          | 3                   |                     |                   |               |               |               |  |  |            |            |            |  |  |        |        |        |
|  | 3/4      | Indonesien          | 3                   | 3/4                 | Indonesien        | 1             |               |               |  |  |            |            |            |  |  |        |        |        |
|  |          |                     |                     | 3/4                 | Indonesien        | 1             |               |               |  |  |            |            |            |  |  |        |        |        |
|  |          | 2                   | Südkorea            | 3                   |                   |               |               |               |  |  |            |            |            |  |  |        |        |        |
|  |          | 2                   | Südkorea            | 3                   | Chinesisch Taipeh | 3             |               |               |  |  |            |            |            |  |  |        |        |        |
|  |          |                     |                     |                     |                   | 3             |               |               |  |  |            |            |            |  |  |        |        |        |
|  |          | Sri Lanka           | 0                   |                     |                   |               |               |               |  |  |            |            |            |  |  |        |        |        |
|  |          | Sri Lanka           | 0                   | Chinesisch Taipeh   | 0                 |               |               |               |  |  |            |            |            |  |  |        |        |        |
|  |          |                     |                     | Chinesisch Taipeh   | 0                 |               |               |               |  |  |            |            |            |  |  |        |        |        |
|  |          |                     | 2                   | Südkorea            | 3                 |               |               |               |  |  |            |            |            |  |  |        |        |        |
|  |          | Thailand            | 2                   | Südkorea            | 3                 | 0             |               |               |  |  |            |            |            |  |  |        |        |        |
|  |          |                     |                     |                     |                   | 0             |               |               |  |  |            |            |            |  |  |        |        |        |
|  | 2        | Südkorea            | 3                   |                     |                   |               |               |               |  |  |            |            |            |  |  |        |        |        |